# Other People's Money
Other People's Money (br: Com o Dinheiro dos Outros / pt: Larry, o Liquidador) é um filme de drama/comédia romântica de 1991 estrelada por Danny DeVito, Gregory Peck e Penelope Ann Miller. Ele é baseado na peça teatral de mesmo nome por Jerry Sterner, a adaptação para o cinema que está sendo dirigido pelo veterano Norman Jewison e escrito por Alvin Sargent.
Este foi o último papel completo no cinema de Gregory Peck. Ele iria aparecer em um outro lançamento de 1991, Cape Fear, de Martin Scorsese (coincidentemente, para refazer um de seus filmes mais famosos), mas apenas brevemente como um advogado sulista.

## Sinopse
Um hostil corporativista, Lawrence Garfield, tenta assumir o controle de uma empresa de família. O patriarca que toma conta dela pede então ajuda à sua filha, uma advogada, para tentar proteger a companhia. Garfield se apaixona pela moça, e em meio a tudo, tenta conquistá-la.
Mas a luta pelo controle da empresa não pàra, e são usados recursos legais e manipulações, trazendo à tona, em meio às fortes emoções, o que cada um dos personagens tem de melhor,... ou pior. 
O drama está inserido numa época de grandes mudanças tecnológicas, fusões e liquidações de empresas, numa busca frenética para se adaptar às mudanças econômicas e tecnológicas mundiais, que sabemos vieram a se acentuar mais ainda.
O filme é um convite à uma reflexão sócio-econômica sobre as mudanças do mundo atual, num belo drama com adição de paixão e humor.

## Elenco
- Danny DeVito .... Lawrence Garfield
- Gregory Peck .... Andrew Jorgenson
- Penelope Ann Miller .... Kate Sullivan
- Piper Laurie .... Bea Sullivan
- Dean Jones .... Bill Coles
- R.D. Call .... Arthur
- Mo Gaffney .... Harriet
- Tom Aldredge .... Ozzie

## Produção
Algumas das cenas gravadas acontecem dentro do que era a fábrica extinta "Seymour Specialty and Wire" em Seymour, Connecticut. Outras cenas foram gravadas no (também extinto) moinho Gilbert and Bennett em Georgetown, Connecticut.

## Recepção
O filme recebeu críticas mistas, com uma classificação de 33% no Rotten Tomatoes.